# Московский международный кинофестиваль 1989
XVI Московский международный кинофестиваль состоялся в 1989 году. Открылся 7 июля 1989 года.

## Жюри
Председатель жюри:
- Анджей Вайда, режиссёр (Польша)

Состав жюри:
- Джордж Ганд[англ.] — продюсер (США)
- Эмир Кустурица — режиссёр (СФРЮ)
- Иржи Менцель — режиссёр (ЧССР)
- Ибрагим Мусса — продюсер (Италия)
- Апарна Сен — актриса (Индия)
- Йос Стеллинг — режиссёр (Нидерланды)
- Кора Церетели — кинокритик (СССР)
- Чжан Имоу — режиссёр, оператор (Китай)

## Фильмы-участники
- «Ариэль» — Ariel (Финляндия, режиссёр Аки Каурисмяки)
- «Вознесись!» — Адже, адже, бара адже (Республика Корея, режиссёр Им Квон Тхэк)
- «Всё, что моё» — Stan posiadania (ПНР, режиссёр Кшиштоф Занусси)
- «Гороскоп Иисуса Христа» — Jézus Krisztus horoszkópja (ВНР, режиссёр Миклош Янчо)
- «Гранд синема» — Гранд синема (Иран, режиссёр Хасан Хедаят)
- «Лава» — Lawa. Opowieść o «Dziadach» Adama Mickiewicza (ПНР, режиссёр Тадеуш Конвицкий)
- «Лето с призраками» — Идзинтати тоно нацу (Япония, режиссёр Нобухико Обаяси)
- «Посетитель музея» — (СССР — Швейцария — ФРГ, режиссёр Константин Лопушанский)
- «Похитители мыла» — Ladri di saponette (Италия, режиссёр Маурицио Никетти)
- «Пятнадцатилетняя» — La fille de quinze ans (Франция, режиссёр Жак Дуайон)
- «Радуга» — The rainbow (Великобритания, режиссёр Кен Рассел)
- «Свечение дуги[англ.]» — Ху гуан (Китай, режиссёр Чжан Цзюньчжао)
- «Следуй за мной» — Follow me (ФРГ, режиссёр Мария Книлли)
- «Турист поневоле» — The Accidental Tourist (США, режиссёр Лоуренс Кэздан)
- «Так закалялась сталь[англ.]» — Tako se kalio čelik (СФРЮ, режиссёр Желимир Жилник)
- «Туда-сюда» — Копытом туда, копытом сюда Opytem sem, kopytem tam (ЧССР, режиссёр Вера Хитилова)
- «Утешительная ложь» — Mentiras piadosas (Мексика, режиссёр Артуро Рипштейн)
- «Чертополох» — Ironweed (США, режиссёр Эктор Бабенко)
- «Я никогда не была в Вене» — Nunca estuve en Viena (Аргентина, режиссёр Антонио Ларрета)
- «Ядуп и бель» — Jadup und boel (ГДР, режиссёр Райнер Зимон)

## Награды
«Золотой Георгий»
- «Похитители мыла» / Ladri di saponette (Италия, реж. Маурицио Никетти)

«Специальный серебряный Георгий»
- «Посетитель музея» (СССР-Швейцария-ФРГ, реж. Константин Лопушанский)

«Бронзовый Георгий»:
- Актёр Туро Пайала («Ариэль»/ Ariel, Финляндия)
- Актриса Кан Су Ен («Вознесись!» / «Адже, адже, бара адже», республика Корея)

Премии
- «Ариэль» / Ariel (Финляндия, реж. Аки Каурисмяки)

Приз христианского жюри
- «Посетитель музея» (СССР — Швейцария — ФРГ, реж. Константин Лопушанский)